# Frederick Newhouse
Frederick Newhouse (Honey Grove, Texas, 8 de noviembre de 1948-20 de enero de 2025) fue un atleta estadounidense, especializado en la prueba de 400 m en la que llegó a ser subcampeón olímpico en 1976.

## Carrera deportiva
En los JJ. OO. de Montreal 1976 ganó la medalla de plata en los 400 metros, con un tiempo de 44.40 segundos, llegando a meta tras el cubano Alberto Juantorena (oro con 44.26 segundos) y por delante de su compatriota el estadounidense Herman Frazier (bronce).